# Heleocharis pauciflora
Heleocharis pauciflora là loài thực vật có hoa trong họ Cói. Loài này được Link mô tả khoa học đầu tiên năm 1827.